# Mchinji
Mchinji ist eine Stadt auf 1360 Meter Höhe in der Zentralregion von Malawi mit 28.011 Einwohnern (Volkszählung 2018) an der Grenze zu Sambia. Sie liegt 110 Kilometer westlich der Hauptstadt Lilongwe und ist Hauptstadt des gleichnamigen Distriktes, der eine Fläche von 3356 km² und 324.941 Einwohner hat. Mchinji ist Ausgangspunkt der Eisenbahnstrecke Richtung Lilongwe und weiter nach Mosambik und liegt an der asphaltierten Straße von Chipata (in Sambia T4) nach Lilongwe (in Malawi M12), hat ein 1000 Meter langes Flugfeld und ist an das nationale Stromnetz angeschlossen.

## Wirtschaft
Nördlich der Stadt liegt der 1754 Meter hohe Gebirgsrücken der Mchinji Hills. Er wird weiter aufgeforstet, um die Gegend wasserwirtschaftlich zu stabilisieren. Es gibt Probleme mit illegalem Holzeinschlag und Weidewirtschaft, die das Wasser für die 72 tiefer liegenden Dörfer verunreinigt. Ein System von Rückhaltebecken und Wasserleitung wird in einem Projekt der Vereinten Nationen ausgebaut.
Mchinji wird wie das benachbarte Chipata in Sambia von Ngoni bewohnt. Es gehört zu den entferntesten, daher ärmsten und am wenigsten entwickelten Distrikten Malawis.

## Einrichtungen
In Mchinji wurde 2006 eine weitere Grundschule gebaut. Analphabetismus ist in dieser Region häufig. Es gibt eine Sekundarschule sowie ein „Medizinisches Zentrum“.
Überregional bekannt ist der Vorort Kachebere 6 km nordöstlich an der M12 durch eine 1903 von den Weißen Vätern errichtete Missionsstation, aus der ein römisch-katholisches Priesterseminar (Kachebere Major Seminary) hervorging. Dieser Bildungseinrichtung entstammten bedeutende katholische Kleriker von Sambia und Malawi, so der erste schwarze Erzbischof Chiona, Bischof Kalilombe, der zeitweise von den politischen Machthabern unter Hausarrest gestellt worden war, oder der erste Malawische Bischof Joseph Mukasa Zuza.